# Юдалевич, Марк Иосифович
Марк Ио́сифович Юдале́вич (9 ноября 1918, Боготол, Томская губерния — 9 июня 2014, Барнаул) — русский советский поэт, прозаик и публицист, драматург, переводчик, краевед. Член Союза писателей РСФСР (с 1956), заслуженный работник культуры РСФСР (1978). Депутат Барнаульского городского и краевого Советов народных депутатов. 

## Биография
Родился в Сибири. Окончил среднюю школу в Барнауле (1936), Омский педагогический институт до августа 1941 года, преподавал литературу в Омском пединституте.
Участник Великой Отечественной войны. После демобилизации работал в газетах «Алтайская правда», «Сталинская смена», избирался ответственным секретарем краевой писательской организации (1957—1963), редактировал альманах «Алтай», вел семинары молодых литераторов.
Первый сборник стихов — «Друзьям» (1948). Первое крупное произведение — поэма «Алтайский горный инженер» (журнал «Сибирские огни», 1952).
Автор более 50 книг, изданных в Барнауле, Томске, Новосибирске, Москве. Работал в разных жанрах, изучал историю Сибири и Алтая, писал на историческую тему (поэма «Молчана», повесть «Пятый год», пьеса «Так добывалась правда», роман об А. В. Колчаке «Адмиральский час»).
На сценах ряда театров страны шли пьесы Юдалевича «Голубая дама», «Трудный возраст», «Годы, любовь». 
Дружил с Евгением Евтушенко, был знаком с Анной Ахматовой и Борисом Пастернаком.
Избирался депутатом Барнаульского городского и краевого Советов народных депутатов.
Главный редактор альманаха «Алтай» (1957—1963) и в эти же годы руководитель Алтайской краевой организации Союза писателей России, первый главный редактор (1993—2000) литературно-художественного и краеведческого журнала «Барнаул». Почётный гражданин города Барнаула и Алтайского края. Лауреат семи краевых литературных премий.
Скончался 9 июня 2014 года в Барнауле.

## Награды и звания
- орден Отечественной войны II степени (11 марта 1985)
- орден «Знак Почёта» (28 октября 1967)
- медали
- Заслуженный работник культуры РСФСР (20 декабря 1978)
- Почётный гражданин Алтайского края (5 октября 1998) — за заслуги в области литературно-художественной, краеведческой и общественной деятельности

## Память
В апреле 2015 года библиотеке филиала № 20 г. Барнаула присвоено имя Марка Иосифовича Юдалевича, а 9 ноября 2018 года, в день столетия со дня рождения Юдалевича, была открыта мемориальная доска на доме, где он жил и работал.